# Hillevi Gavel
Hillevi Gavel, född 1964, är en svensk matematiklärare och läromedelsförfattare. Gavel har examen som  civilingenjör i datateknik från Kungliga tekniska högskolan och teknologie licentiat i matematik från Mälardalens högskola. Hon är verksam som lärare i matematik på Mälardalens universitet samt som utvecklare och författare i projektet Framtidens läromedel. 2013 mottog Gavel Pedagogiska priset för sin undervisning.

## Läromedelsförfattare
Hillevi Gavel har författat läromedlen Grundlig matematik: inledande matematik för ingenjörer, naturvetare och andra problemlösare och Grundläggande linjär algebra, samt utvecklat Problembanken för årskurs 7-9 till problemlösningsmodulen i Matematiklyftet.. Gavel har också medverkat i utvecklingen av flera andra läromedel i matematik, bland annat läroboksserien Tal & Rum samt Diskret matematik och diskreta modeller. Idag arbetar Gavel som utvecklare och författare i projektet Framtidens läromedel vid Mälardalens högskola tillsammans med Andreas Ryve. Gavel är också en av författarna till Rik matematik-serien.

## Publikationer i urval
- Eriksson, Kimmo & Gavel, Hillevi, Diskret matematik och diskreta modeller, Studentlitteratur, Lund, 2002
- Eriksson, Kimmo & Gavel, Hillevi, Diskret matematik: fördjupning, Studentlitteratur, Lund, 2003
- Gavel, Hillevi, A collection of games in mathematics, Mälardalen University, Lic.-avh. Västerås : Mälardalens högskola, 2005,Västerås, 2005
- Gavel, Hillevi, Grundläggande linjär algebra, Studentlitteratur, Lund, 2011
- Eriksson, Kimmo & Gavel, Hillevi, Discrete mathematics and discrete models, Studentlitteratur, Lund, 2015
- Gavel, Hillevi, Grundlig matematik: inledande matematik för ingenjörer, naturvetare och andra problemlösare, Upplaga 1, Lund, 2017